# Heilig Kruiskerk (Keyenberg)
De Heilig Kruiskerk (Duits: Kirche Heilig Kreuz)  is de rooms-katholieke filiaalkerk van Keyenberg, een stadsdeel van Erkelenz in Noordrijn-Westfalen.

## Geschiedenis

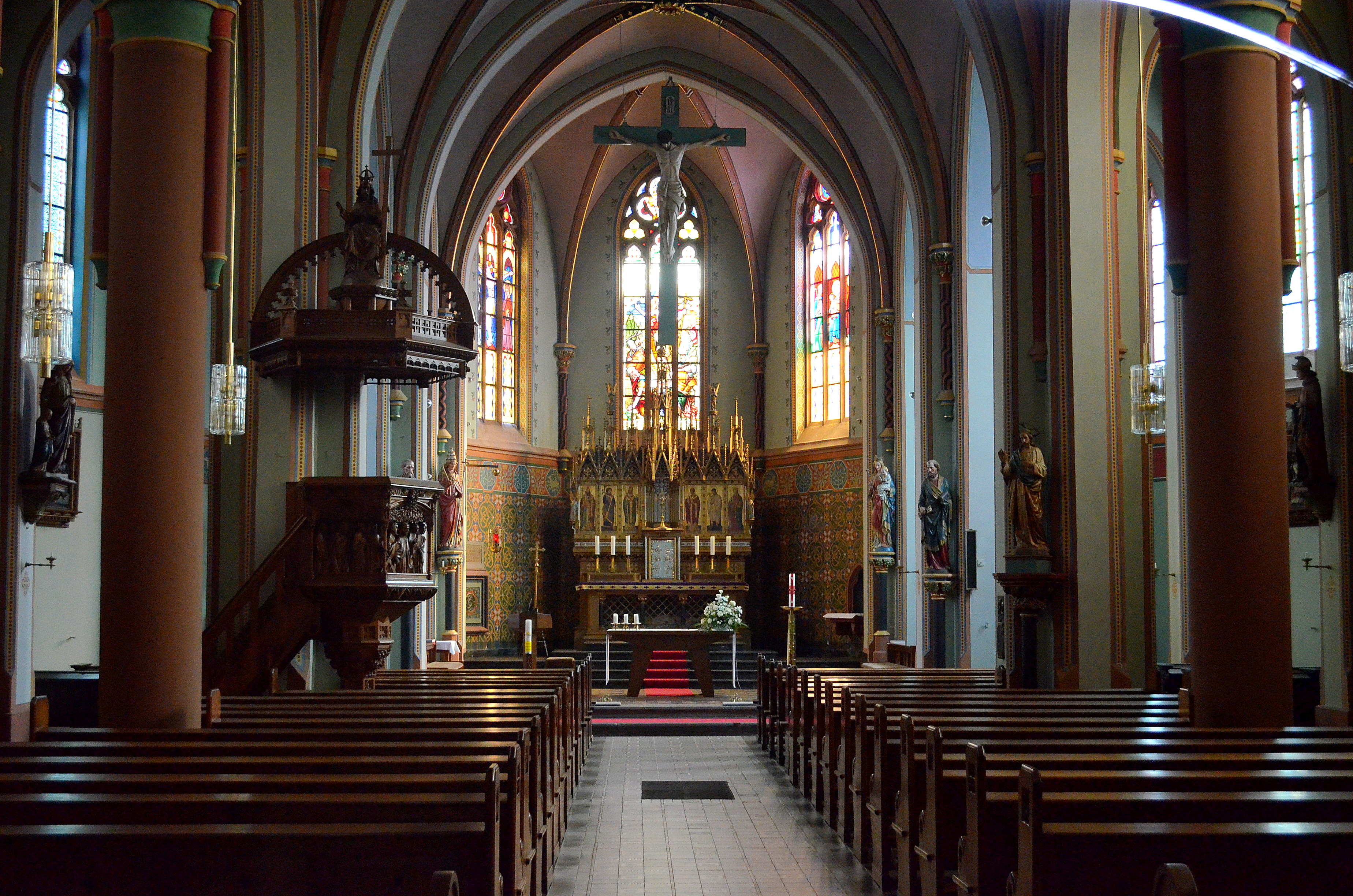
Interieur

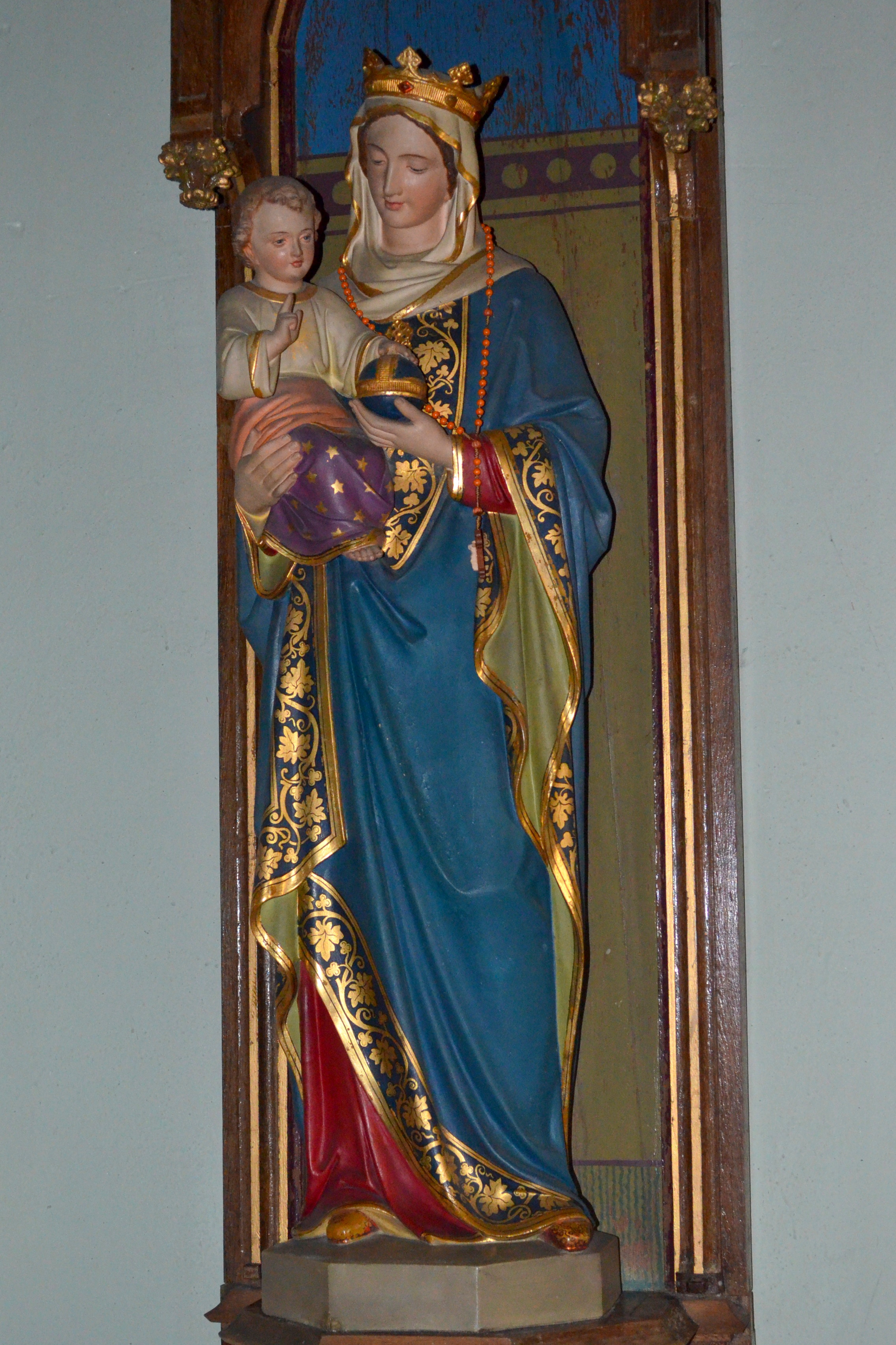
Beeld van Maria met Kind

Sinds 893 staat er een kerkgebouw in Keyenberg. Van deze eerste bouw is echter verder niets bekend.
In 1866 kreeg de toenmalige kerk van Keyenberg een nieuw neogotisch koor. De rest van de kerk werd in de jaren 1912-1913 naar het ontwerp van de architect Friedrich von Schmidt vervangen. De plannen waren om de kerk van dubbele torens te voorzien, maar alleen de zuidelijke toren werd geheel gerealiseerd.
Sinds 2010 is Keyenberg geen zelfstandige parochiegemeente meer. Het werd samen met een paar andere parochie's samengevoegd tot de Maria en Elisabethparochie.
Op 28 november 2021 werd de kerk aan de eredienst onttrokken omdat het net als het gehele dorp Keyenberg op de planning stond om afgebroken te worden voor de uitbreiding van de bruinkoolmijn Garzweiler II. In 2022 werd echter bekend dat Keyenberg gespaard zal blijven omdat de mijn in 2030 gaat sluiten. De toekomst van de kerk is nog onduidelijk.

## Inrichting
De kerk heeft tot op de dag van vandaag de bijzonder rijke neogotische inrichting weten te bewaren. Vermeldenswaardig zij vooral het hoogaltaar van Friedrich von Schmidt met de bijbehorende nevenaltaren, de houten en rijk gedecoreerde kansel en de in reliëfs uitgevoerde kruisweg. Enkele vensters van W.H. Jansen zijn ook nog oorspronkelijk en stammen uit het jaar 1914. Andere vensters zijn van Robert Steime. Deels is ook de originele beschildering van de kerk bewaard gebleven. 
Naast de neogotische inrichting, waartoe ook het triomfkruis behoort, bezit de kerk nog een beeld van Anna te Drieën uit de 15e eeuw. De meeste andere beelden dateren uit de eerste helft van de 20e eeuw.

## Klokken
| Nr. | Naam        | Doorsnee (mm) | Gewicht (kg, ca.) | Slagtoon (Halve toon-1/16) | Gieter                                               | Gietjaar |
| 1   | Sebastianus | 1.320         | 1.450             | dis' +3                    | Hans Hüesker, Fa. Petit & Gebr. Edelbrock, Gescher   | 1957     |
| 2   | Maria       | 1.173         | 810               | fis' +1                    | Johan en Jakob van Venlo, Venlo                      | 1455     |
| 3   | Dionysius   | 980           | 550               | gis' +6                    | Werner Hüesker, Fa. Petit & Gebr. Edelbrock, Gescher | 1922     |